# Vagris
Linia de vagris este o linie de ghidaj folosită în construcții. Ea se trasează, de obicei, la o înălțime de 100cm față de cota ±0.00 a pardoselii finite si tot asa la fiecare nivel. 
Dupa linia de vagris se realizeaza structura, zidaria, buiandrugii interiori si exteriori, sapa, gresia, parchetul, dusumeaua, mocheta, tamplaria interioara si exterioara, orice gol tehnologic, instalatiile sanitare, electrice, aparataje, termice etc de fapt aproape toata cladirea